# Vieja intermedia
Vieja intermedia es una especie de peces de la familia Cichlidae en el orden de los Perciformes.

## Morfología
Los machos pueden llegar alcanzar los 20 cm de longitud total.

## Distribución geográfica
Se encuentra en  América Central: ríos  Usumacinta y  Grijalva (México, Guatemala y Belice).